# Trzeci rząd Ruuda Lubbersa

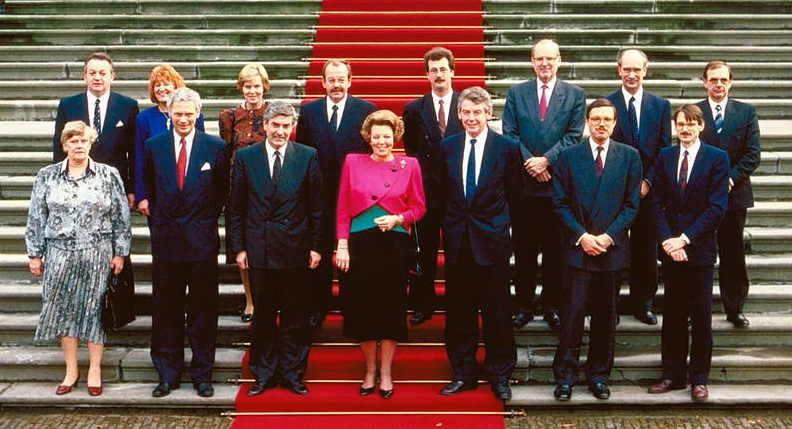
Ministrowie wraz z królową Beatrycze

Trzeci rząd Ruuda Lubbersa (niderl. Kabinet-Lubbers III) – rząd Holandii urzędujący od 7 listopada 1989 do 22 sierpnia 1994, powołany przez koalicję, którą tworzyły Apel Chrześcijańsko-Demokratyczny (CDA) i Partia Pracy (PvdA).
Rząd powstał po wyborach w 1989, w których ponownie zwyciężył CDA. Lider chadeków Ruud Lubbers mógł sformować swój trzeci gabinet, miejsce dotychczasowego liberalnego koalicjanta zajęła PvdA. Rząd funkcjonował przez okres pięcioletniej kadencji. Po wyborach w 1994 został zastąpiony przez gabinet Wima Koka.

## Skład rządu

### Ministrowie
- Premier: Ruud Lubbers (CDA)
- Wicepremier, minister finansów: Wim Kok (PvdA)
- Minister spraw wewnętrznych: Ien Dales (PvdA, do 10 stycznia 1994, zmarła[1]), Ed van Thijn (PvdA, od 18 stycznia 1994 do 27 maja 1994), Dieuwke de Graaff-Nauta (CDA, od 27 maja 1994)
- Minister spraw zagranicznych: Hans van den Broek (CDA, do 2 stycznia 1993), Pieter Kooijmans (CDA, od 2 stycznia 1993)
- Minister sprawiedliwości: Ernst Hirsch Ballin (CDA, do 27 maja 1994), Aad Kosto (PvdA, od 27 maja 1994)
- Minister gospodarki: Koos Andriessen (CDA)
- Minister obrony: Relus ter Beek (PvdA)
- Minister zabezpieczenia społecznego, zdrowia i kultury: Hedy d’Ancona (PvdA, do 16 lipca 1994), Jo Ritzen (PvdA, od 16 lipca 1994)
- Minister edukacji i nauki: Jo Ritzen (PvdA)
- Minister transportu i gospodarki wodnej: Hanja Maij-Weggen (CDA, do 16 lipca 1994), Koos Andriessen (CDA, od 16 lipca 1994)
- Minister rolnictwa, zarządzania zasobami naturalnymi i rybołówstwa: Gerrit Braks (CDA, do 18 września 1990), Piet Bukman (CDA, od 28 września 1990)
- Minister spraw społecznych i pracy: Bert de Vries (CDA)
- Minister mieszkalnictwa, planowania przestrzennego i środowiska: Hans Alders (PvdA)
- Minister bez teki ds. rozwoju międzynarodowego: Jan Pronk (PvdA)
- Minister bez teki ds. Antyli Holenderskich i Aruby: Ernst Hirsch Ballin (CDA, do 27 maja 1994), Ruud Lubbers (CDA, od 27 maja 1994)

### Sekretarze stanu
- W resorcie spraw wewnętrznych: Dieuwke de Graaff-Nauta (CDA, do 27 maja 1994)
- W resorcie spraw zagranicznych: Piet Dankert (PvdA)
- W resorcie finansów: Marius van Amelsvoort (CDA)
- W resorcie sprawiedliwości: Aad Kosto (PvdA, do 27 maja 1994)
- W resorcie gospodarki: Piet Bukman (CDA, do 28 września 1990), Yvonne van Rooy (CDA, od 28 września 1990)
- W resorcie obrony: Berend-Jan van Voorst tot Voorst (CDA, do 1 czerwca 1993), Ton Frinking (CDA, od 1 czerwca 1990)
- W resorcie zabezpieczenia społecznego, zdrowia i kultury: Hans Simons (PvdA, do 26 lutego 1994)
- W resorcie edukacji i nauki: Jacques Wallage (PvdA, do 9 czerwca 1993), Roel in ’t Veld (PvdA, od 9 czerwca 1993 do 19 czerwca 1993), Job Cohen (PvdA, od 2 lipca 1993)
- W resorcie rolnictwa, zarządzania zasobami naturalnymi i rybołówstwa: Dzsingisz Gabor (CDA)
- W resorcie spraw społecznych i pracy: Elske ter Veld (PvdA, do 5 czerwca 1993), Jacques Wallage (PvdA, od 9 czerwca 1993)
- W resorcie mieszkalnictwa, planowania przestrzennego i środowiska: Enneüs Heerma (CDA)